# دان باداروم
دان باداروم Dan BaDarom (بالعبرية: דן בדרום‏) هي شركة حافلات إسرائيلية، توفر خطوط حافلات في شمال النقب وهي شركة تابعة لشركة دان باص. عام 2015 أنشأت شركة دان باص شركة دان بادروم التابعة لها للتنافس على العطائات لتشغيل خطوط الحافلات في جنوب إسرائيل.

## خطوط العمل
في مايو 2015، فازت شركة دان بداروم بمناقصة لتشغيل خطوط الحافلات في مناطقː النقب الشمالي، عسقلان، كريات ملاخي، كريات جات، سديروت، نتيفوت وأوفاكيم. احتوت المناقصة على طرق إيجد تعفورة في المنطقة وبعض الطرق الجديدة.في يناير 2016، فازت شركة دان بداروم بمناقصة خطوط الحافلات الحضرية في منطقة بئر السبع. حيث سيتم تشغيل هذه المسارات في إطار شركة فرعية جديدة تسمى " دان بئر السبع ".
في فبراير 2016، بدأ دان بداروم بتشغيل خطوط الحافلات في النقب الشمالي باستثناء الخدمة داخل المدن في عسقلان. تم تأجيل موعد بدء تشغيل الخدمة داخل المدن في عسقلان من مايو 2016 إلى يوليو 2016 بسبب سوء الخدمة في طرق شمال النقب. في يوليو 2016، بدأ دان بداروم تشغيل الخدمة داخل المدن في عسقلان.

## أنظر أيضا
- المواصلات في إسرائيل
- شركة دان باص

## روابط خارجية
- الموقع الرسمي